# Martín Calderón
Martín Manuel Calderón Gómez, noto semplicemente come Martín Calderón (Jerez de la Frontera, 1º marzo 1999), è un calciatore spagnolo, centrocampista dell'Inter Escaldes.

## Caratteristiche tecniche
È un centrocampista centrale.

## Carriera
Cresciuto nel settore giovanile del Real Madrid, nel 2018 viene aggregato al Castilla con cui debutta il 2 settembre in occasione dell'incontro di Segunda División B pareggiato 2-2 contro l'Atlético Madrid B; il 21 dicembre seguente realizza la sua prima rete nel match vinto 2-1 contro il Rápido de Bouzas. Il 13 agosto 2020 viene ceduto in prestito al Paços Ferreira fino al termine della stagione; debutta il 27 settembre seguente nel corso del match perso 2-0 contro lo Sporting Lisbona.
Il 26 luglio 2021 viene ceduto a titolo definitivo al Cadice.

## Statistiche
Statistiche aggiornate al 14 marzo 2021.

### Presenze e reti nei club
| Stagione        | Squadra          | Campionato      | Campionato | Campionato | Coppe nazionali | Coppe nazionali | Coppe nazionali | Coppe continentali | Coppe continentali | Coppe continentali | Altre coppe | Altre coppe | Altre coppe | Totale | Totale | Totale |
| Stagione        | Squadra          | Comp            | Pres       | Reti       | Comp            | Pres            | Reti            | Comp               | Pres               | Reti               | Comp        | Pres        | Reti        | Pres   | Reti   |        |
| --------------- | ---------------- | --------------- | ---------- | ---------- | --------------- | --------------- | --------------- | ------------------ | ------------------ | ------------------ | ----------- | ----------- | ----------- | ------ | ------ | ------ |
| 2018-2019       | Real M. Castilla | SDB             | 29         | 1          |                 | -               | -               |                    | -                  | -                  |             | -           | -           | 29     | 1      |        |
| 2019-2020       | Real M. Castilla | SDB             | 13         | 0          |                 | -               | -               |                    | -                  | -                  |             | -           | -           | 13     | 0      |        |
| 2020-2021       | Paços Ferreira   | PL              | 8          | 0          | CP              | 1               | 0               |                    | -                  | -                  |             | -           | -           | 9      | 0      |        |
| Totale carriera | Totale carriera  | Totale carriera | 50         | 1          |                 | 1               | 0               |                    | -                  | -                  |             | -           | -           | 51     | 1      |        |